# Bertha Müller
Bertha Müller (Viena, 1848 – Viena, 1925) foi uma pintora austríaca.

## Biografia
Müller nasceu no dia 28 de outubro de 1848, em Viena. Ela era irmã de Marie Müller e do pintor de gênero austríaco Leopold Carl-Müller. Ela teve suas obras expostas na rotunda do Edifício da Mulher, na Exposição Universal de 1893, em Chicago, Illinois. Suas pinturas incluem um retrato da estilista Emilie Louise Flöge com um bandolim, e seu retrato da Rainha Vitória está disposto na coleção da National Portrait Gallery, em Londres. Müller morreu em 1925. 

## Galeria

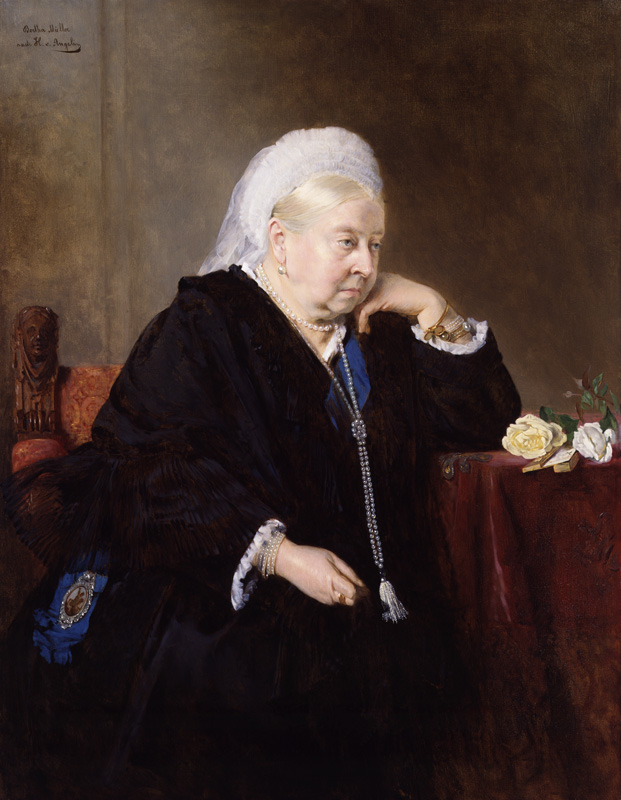
Rainha Vitória, 1900
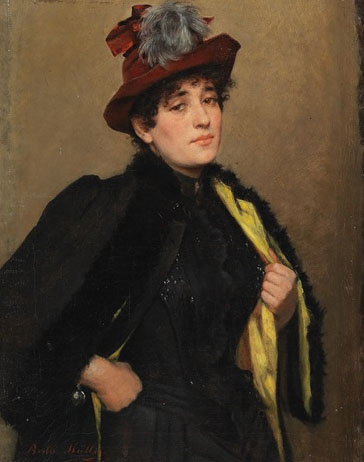
Dame mit Hut
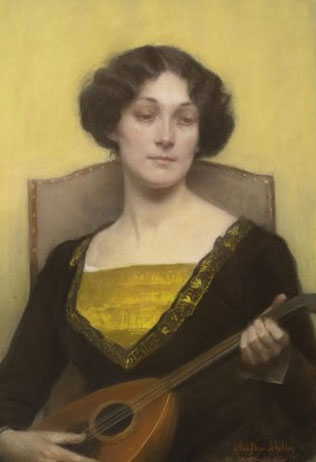
Emilie Flöge playing the mandolin